# Trestenic
Trestenic – wieś w Rumunii, w okręgu Tulcza, w gminie Nalbant. W 2011 roku liczyła 412 mieszkańców.